# Räubersymphonie
Räubersymphonie ist ein britischer Spielfilm aus dem Jahre 1936 von Friedrich Feher. Die filmhistorisch bedeutsame Produktion gilt als das ungewöhnlichste Beispiel für einen Emigrantenfilm zur Zeit der nationalsozialistischen Diktatur in Deutschland.

## Handlung
Diese Räuberballade folgt nicht den üblichen Erzählstrukturen und weist einen sehr eigenen Inszenierungsstil auf.
Eine eigenartige Räuberbande, angeführt von einem Mann mit Strohhut auf dem Kopf, hat es auf die Ersparnisse einer Wahrsagerin abgesehen. Zwar können sie die Frau berauben und ihren Sparstrumpf mit Goldstücken an sich nehmen, doch dann kommt ihnen eine Schar fahrender Musikanten in die Quere. Zu dieser bunten Unterhaltungstruppe gehören auch der junge Giannino, seine Mutter und der Großvater. Die Schurken sind in einer Notsituation gezwungen, ihren erbeuteten Goldschatz gleich wieder loszuwerden und vorübergehend zu verbergen. Ein Walzenklavier der Musiker erscheint den Gaunern dafür als ideales Versteck. Gerade um dieses Klavier aber kümmert sich der aufgeweckte Giannino. Als die Musiker weiterreisen, droht den skurrilen Räubern ihr eigenes Diebesgut abhandenzukommen. Die Diebe sind keinesfalls gewillt, ihre Beute dahinziehen zu lassen und verstecken sich, mit der Polizei auf ihren Fersen, in einem überdimensionalen Weinfass.
Die Reise des bunten Völkchens führt bis in die schneebedeckten Berge der Alpen. Giannino, der auf sein Klavier achtet, weiß auch weiterhin nichts von dessen wertvollen Innenleben. In einem Bergdorf versucht der Mann mit Strohhut alle Aufmerksamkeit auf sich zu lenken, damit seine Kumpane die Beute aus dem Versteck herausholen können. Zu diesem Zweck führt der Chefdieb eine Hochseilnummer vor. Währenddessen haben die Räuber vier Esel mit vier weiteren Klavieren „organisiert“, um den auf sein Walzenklavier achtenden Jungen komplett zu verwirren und in diesem Durcheinander sein Klavier mit dem kostbaren Sparstrumpf zu entwenden. Doch Giannino lässt sich nicht so leicht austricksen; am Ende wird durch seine Hilfe die Räuberbande dingfest gemacht. Für seine mutige Tat darf Giannino das Geld als Belohnung behalten.

## Produktionsnotizen
Gedreht wurde im Winter 1935/1936 auf dem Außengelände der Shepperton Studios sowie in Nizza, Fehers alter Heimat Österreich und rund um den Mont Blanc (allesamt Außenaufnahmen). Der Film fand seine Uraufführung im April 1936 im Londoner Palace Theater auf Fehers eigene Kosten, da dieser für sein sehr ungewöhnliches Werk keinen Verleih finden konnte. Zu diesem Zeitpunkt hatte Räubersymphonie eine Spieldauer von 140 Minuten, wurde aber in einer umgeschnittenen Fassung bei der Wiederaufführung im November 1936 auf 91 Minuten gekürzt. In den USA fand Räubersymphonie am 26. Januar 1937 seine Erstaufführung, vier Monate darauf auch in Frankreich. In Deutschland wurde der Film erstmals am 21. Februar 1964 gezeigt.
Für den französischen Markt wurde eigens eine eigene, französischsprachige Fassung mit französischen Schauspielern unter dem Titel La symphonie des brigands angefertigt, in der neben weitgehend unbekannten Darstellern auch der heimische Filmstar Françoise Rosay mitwirkte.
Räubersymphonie, basierend auf einer von Feher und dem Erzähler, Essayisten und Journalisten Anton Kuh entwickelten Idee, gilt als eine der ungewöhnlichsten und absonderlichsten Filmproduktionen der Kinogeschichte und ist zugleich eine der wenigen Emigrantenproduktionen in Großbritannien zur Zeit der Hitler-Diktatur. Regisseur Feher hatte große Mühe, den aufgrund seiner langen Spieldauer und den Außendrehs sehr kostspielig geratenen Streifen auf die Beine zu stellen. Er finanzierte ihn überwiegend aus eigenen Mitteln und verschuldete sich stark. Um die Produktionskosten wieder einzuspielen und nicht bankrottzugehen, reiste Feher Anfang Oktober 1936 in die USA, um Räubersymphonie auch dort zu vermarkten. Die hohen Kosten wurden beileibe nicht eingespielt, und Fehers produzierende Concordia Films musste schließlich Konkurs anmelden.
Die von der Kritik immer wieder konstatierten filmexpressionistischen Elemente in Räubersymphonie sind in der Teilnahme entscheidender Kräfte des deutschen Filmexpressionismus der frühen 20er Jahre begründet: Feher selbst hatte einst den Franzis in dem Meisterwerk dieser Stilrichtung, Das Cabinet des Dr. Caligari, mitgewirkt. Caligari-Regisseur Robert Wiene hatte bei Räubersymphonie die Produktionsleitung übernommen und überwachte überdies Fehers Inszenierung künstlerisch. Darüber hinaus waren auch zwei weitere, experimentellen Formen im Film der Weimarer Republik nicht abgeneigte Fachkräfte, Ernö Metzner (Filmbauten) und Eugen Schüfftan (Kamera), beteiligt. Auch sie waren, wie Feher und Wiene, als Emigranten auf der Flucht vor der NS-Herrschaft.
Bei dem jugendlichen Hauptdarsteller Hans Feher (1922–1958) handelt es sich um Friedrich Fehers zur Drehzeit 13-jährigen Sohn aus der Ehe mit Magda Sonja, die, wie bereits in den meisten Feher-Inszenierungen zuvor, auch in Räubersymphonie die weibliche Hauptrolle spielte.

## Kritiken
Der Schriftsteller Graham Greene befasste sich in seiner Eigenschaft als Filmkritiker ausgiebig mit Räubersymphonie. In der Publikation The Spectator schrieb er: „‘The Robber Symphony‘ des Herrn Friedrich Feher ist sicherlich der interessanteste Film der letzten zwölf Monate, ein Film, dessen Schnitt, so absonderlich das sein mag, sich nach der Musik richtet. Er besitzt Momente ausgesprochen einfühlsamer Regieführung und ist fast zwei Stunden lang -- unruhig, zerfahren, amüsant, langweilig, billig, lyrisch, grotesk. Seine Handlung ist ziemlich offensichtlich der Geschichte von ‚Emil und die Detektive‘ entlehnt, allerdings in eine surrealistische Atmosphäre getaucht, die dem angenehm gesunden Menschenverstand jenes Buches völlig fremd ist. […] Herr Feher nennt sein Werk den ersten ‚komponierten‘ Film, und wenn sein Experiment auch gewiß originell ist, so ist es zugleich doch auch unproduktiv. Um die Bilder mit der Musik in der vorliegenden Form in Übereinstimmung zu bringen, hielt er es für notwendig, 180.000 Meter Film zu verbrauchen. […] Es scheint da eine gewisse gedankliche Verwirrung zu bestehen, die es verhindert, daß der Film oder die Musik das Meisterwerk geworden ist, das es werden sollte -- sollte, denn über das dichterische Selbstverständnis des Regisseurs besteht kein Zweifel.“
In Reclams Filmführer ist zu lesen: „Ein ungewöhnlicher, eigenwilliger und fast eigensinniger Film, den eine Gruppe von Emigranten in England gedreht hat. Einflüsse des deutschen Expressionismus […] vermischen sich mit Surrealismus, naiver Spielfreude, einem Schuß Dilettantismus und einer Prise Sozialkritik. Aber bestimmend sind doch der märchenhafte Grundton und der musikalische Rhythmus des Films. Da herrscht die krause Logik des Absurden, die wackelige Dekorationen ebenso zu rechtfertigen scheint wie das hölzerne Spiel der Darsteller. Man denkt an das Kasperletheater; denn genauso turbulent, unlogisch und so vergnüglich geht es hier zu.“
Für Buchers Enzyklopädie des Films war Räubersymphonie „ein eigenwilliger, turbulenter Film um eine skurrile Räuberbande und fahrende Musikanten, der gleichermaßen expressionistische wie surrealistische Elemente enthält und zudem noch Einflüsse des musikalischen Montagen Ruttmanns und Fischinger verrät.“
Kay Weniger schrieb in der Biografie Fehers: „Der Film, für den Feher nicht einmal einen Verleiher fand und ihn deshalb auf eigene Kosten im Londoner Palace-Theater startete, überfordete das ambitionierte Kinokunst nicht gewohnte britische Publikum sichtlich.“
In einer Einschätzung des Österreichischen Filmmuseums wurde konstatiert: „"The Robber Symphony" ist eine unbekannte Fundgrube in Sachen Seltsamkeit und Surrealismus. […] Ein Minimum an Dialog, stattdessen komische Gangart, starker Montagerhythmus, dem Rhythmus der Musik gehorchend, und Filmmusiker, die sichtbar im Hintergrund spielen. […] The Robber Symphony, ein ungewöhnlich aufwendiges Unterfangen, war sein künstlerisches Utopia, in das er alles investierte, was er hatte. Großartig die expressionistischen Sets des ungarischen Filmarchitekten Ernö Metzner und Eugen Schüfftans schattenreiche Fotografie: „The whole composition takes on the appearance of a large eye.“ (Laurie Ede). Mit anderen Worten: einer der bizarrsten, ungewöhnlichsten, unerklärlichsten Filme in der Geschichte des Kinos.“
In Filme 1962/64 heißt es: „Trotz technischer und stilistischer Mängel ein reizvolles Unterhaltungsvergnügen, dessen bestimmende künstlerische Merkmale der Entstehungszeit von Interesse sind.“